# Black Dahlia (film 2006)
Black Dahlia è un film direct-to-video del 2006 diretto da Ulli Lommel.

## Trama
Un giovane poliziotto alle prime armi e la sua squadra indagano su alcuni cadaveri di donne fatti a pezzi come quello della Dalia Nera.

## Distribuzione
In America il film è stato distribuito direttamente in home video il 10 ottobre 2006 dalla Lionsgate.
In Italia è stato distribuito in DVD il 27 maggio 2008 dalla Cecchi Gori Home Video.